# Phaeographis subdividens
Phaeographis subdividens är en lavart som först beskrevs av Leight., och fick sitt nu gällande namn av Johannes Müller Argoviensis. Phaeographis subdividens ingår i släktet Phaeographis och familjen Graphidaceae.   Inga underarter finns listade i Catalogue of Life.